# Antonio Alvano
Antonino Onofrio Alvano, detto Antonio (Enna, 21 febbraio 1939 – Enna, 25 aprile 2024), è stato un politico italiano.

## Biografia
Di professione ingegnere, responsabile di uno studio tecnico, alle comunali del 1994, le prime a elezione diretta del sindaco, divenne sindaco di Enna al secondo turno con il 50,1% dei voti, nelle file di Forza Italia. Ricandidato per un secondo mandato, fu nuovamente eletto nel 1998 sempre alla guida di una coalizione di centro-destra, superando al secondo turno con il 52,90% dei voti il candidato dell'Ulivo Giuseppe Petralia. Nel 2000 fu sfiduciato dal consiglio comunale.
Successivamente ricoprì le cariche di assessore e vicepresidente della Provincia di Enna dal 2010 al 2013.
Morì a Enna il 25 aprile 2024 all'età di 85 anni.